# موفی
موفی (ایتالیایی: Mofy؛ ژاپنی: うさぎのモフィ) نام یک کارتون ایتالیایی-ژاپنی است که در سال ۲۰۱۳ میلادی برپایهٔ مجموعه کتاب‌های انتشارات «آکی کوندو» در ژاپن ساخته شد و همچنان در حال تولید و پخش است.
هدف از تولید این مجموعهٔ کارتونی، انتقال مضامین و پیام‌های سازنده و مثبت به کودکان و تشویق آنان به مبارزه با مشکلات زندگی و غلبه بر آنان و همچنین ارتباط صحیح و دوستانه با یکدیگر است.
شخصیت‌های اصلی این مجموعه، یک خرگوش کوچک به نام «موفی» و یک تمساح به نام «کِری» است.